# Pseudobagrus nubilosus
Pseudobagrus nubilosus är en fiskart som beskrevs av Ng och Jörg Freyhof 2007. Pseudobagrus nubilosus ingår i släktet Pseudobagrus och familjen Bagridae. Inga underarter finns listade i Catalogue of Life.